# Бзовик
Бзовик (словац. Bzovík) — первоначально цистерцианский (позже премостранский) монастырь, перестроенный под крепость (замок), расположен недалеко от села Бзовик в округе Крупина (Банско-бистрицкий край). Закрыт для посещения.
Бзовицкий монастырь является примером того, что иногда бывает непросто однозначно определить тип памятника архитектуры. В истории монастыри неоднократно становились объектом нападений врагов, что создало необходимость их фортификационной перестройки в более укреплённые объекты или крепости. В регионе, который в XVI веке попал под угрозу со стороны Турции, ускоренными темпами укреплялись города, а позднее и старейшие монастыри в сёлах Гронский Бенядик и Бзовик.

## История
Монастырь в Бзовике был построен в первой половине XII века. Изначально это был бенедиктинский монастырь, освящённый в честь первого венгерского короля Святого Иштвана. Его основателем считается представитель рода Гунт-Познан — комит Ламперт.
Романская двухбашенная церковь, к которой позже было пристроено монастырское здание с райским двориком и аркадой, была одним из самых известных романских памятников архитектуры. Церковь и монастырь в XV веке часто подвергались нападению врагов, несколько раз горели, после чего их снова восстанавливали и частично перестраивали.

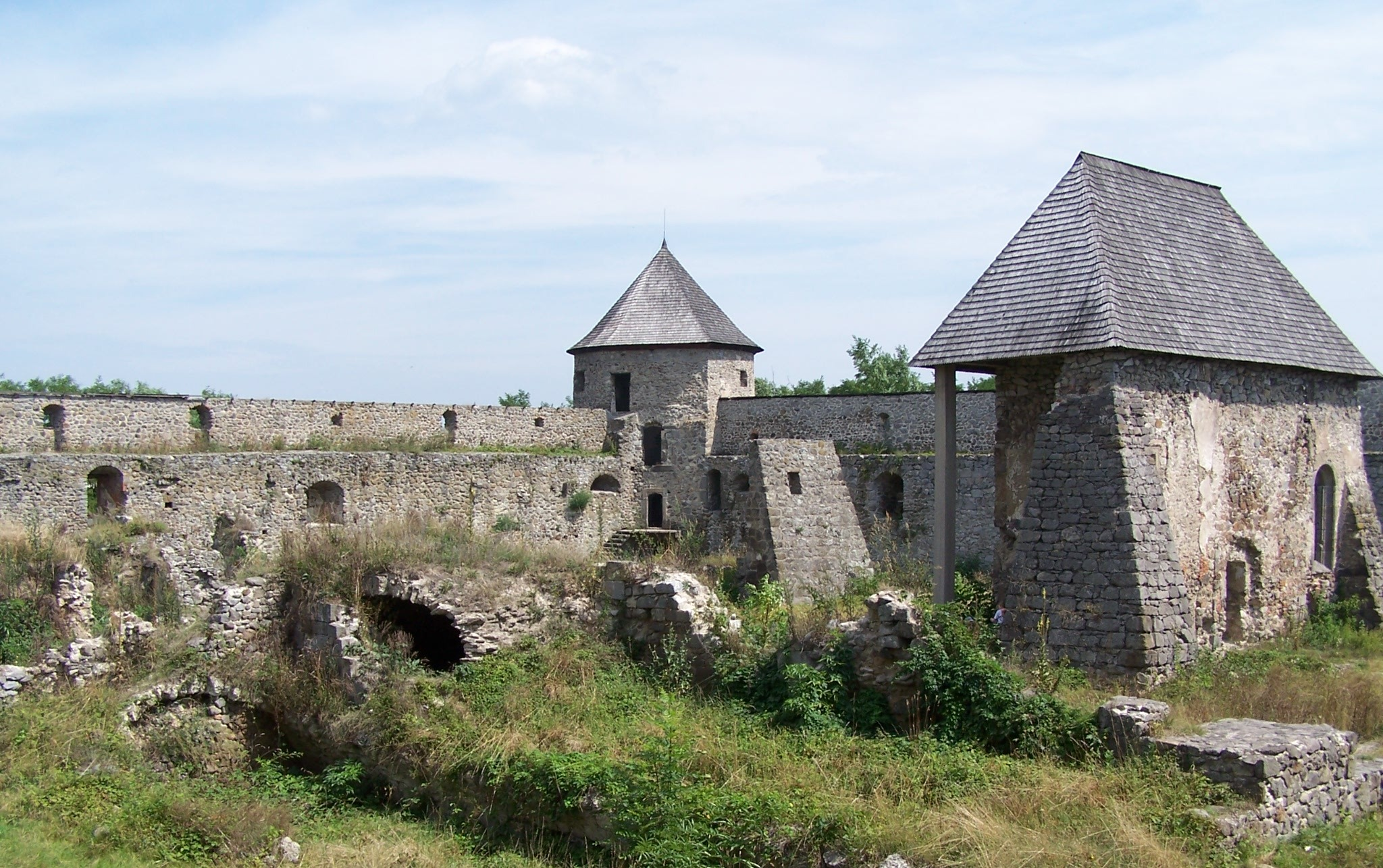
Внутренний двор монастыря

В центр внимания монастырь попал после могачской катастрофы. Его владельцем в тот период был один из богатейших людей Центральной Словакии — Зигмунд Балаш из рода Балашей, который впоследствии стал известен не только имущественными спорами с представителями дворянства, но и в особенности беспощадностью и жестокостью по отношению к своим подданным. Зигмунд изгнал из монастыря монахов и сразу же (в 1530 году) начал перестройку монастыря в укреплённую усадьбу. В стенах появились мощные амбразуры и внутренние галереи. К стенам с внутренней стороны пристраивалось жильё для солдат и хозяйственные постройки. Вся территория была защищена широкими рвами и мощными угловыми бастионами.
В 1620 году замок сгорел, в конце XVII века снова возвращён церкви. В 1678 году завоёван Имрихом Тёкёли.
В последующие периоды замок постепенно терял свою функциональность. После непродолжительного нахождения во владении ордена иезуитов и архиепископа Эстергомского он в начале XIX века начал пустеть. Последними этапами его разрушения стали бои Второй мировой войны и последующее разорение местными жителями.
Ареал бывшего монастыря находится в руинах (кроме внешних укреплений, которые не только хорошо сохранились, но и были отреставрированы). Укрепления хорошо видны с поворота от главной дороги к югу от села Бзовик. С 1970-х годов замок реставрируется.